# Harmothoe casabullicola
Harmothoe casabullicola är en ringmaskart som beskrevs av Brito, Nuñez och Bacallado 1991. Harmothoe casabullicola ingår i släktet Harmothoe och familjen Polynoidae. Inga underarter finns listade i Catalogue of Life.